# 1310-е годы
1310-е (ты́сяча три́ста деся́тые) го́ды по юлианскому календарю — промежуток времени с 1 января 1310 года по 31 декабря 1319 года, включающий 1310 год 1-го десятилетия   и с 1311 по 1319 годы    2-го десятилетия XIV века 2-го тысячелетия.  Они закончились 706 лет назад.

## События

### 1310
- Кастильско-арагонская армия снимает осаду с Альмерии и отступает.
- 12 мая — сожжение 54 тамплиеров близ Парижа
- 1310—1346 — Король Чехии Иоанн Слепой Люксембург (1296—1346).
- Около 1310 — около 1324 — Великий воевода Валахии Басараб I.

### 1311
- Вьеннский Вселенский собор. Решения о преследовании вальденсов, спиритуалов, беггардов и других еретиков. Упразднён Орден тамплиеров.
- Московский князь Юрий Даниилович захватил Нижний Новгород, где посадил на княжение своего брата Бориса.
- 15 марта — битва при Алмиросе в Греции, которой закончилось существование герцогства Афинского.

### 1312
- 22 мая — выходит булла Климента V, ликвидирующая Орден Тамплиеров.
- 7 сентября. Умирает Фернандо IV во время подготовки войны против Гранады. Его сменяет Альфонсо XI, в стране начинается гражданская война.
- 1312—1350 — Король Кастилии и Леона Альфонс XI. Вёл централизаторскую политику.
- Кастильцы возвращают Алькаудете
- Битва при Разгоньи между войсками короля Карла Роберта и магната Матэ Чака.
- Принятие Золотой ордой ислама как государственной религии.
- 1312—1320 — Император Китая Чжэн-цзун (Аюрпарибхадра).
- Поход Чан Ань Тонга на Чампу. Чан Ань Тонг разгромил армию чамского короля, взял его в плен и возвёл на престол своего ставленника.
- 1312—1337 — Царь Мали Манса Муса I. Расширение связей с Магрибом и Египтом.
- Филипп IV Красивый, король Франции, приобрёл в 1312 году Лион и его область.

### 1313
- Шведы сожгли Ладогу, мстя за набег новгородцев на Финляндию.
- В январе Узбек-хан воцарился в Золотой Орде.
- Крестоносцы возвели на левом берегу Немана крепость Христмемель.
- 9 ноября австрийские войска были разбиты Людвигом IV в битве при Гамельсдорфе, и Фридрих I был вынужден отказаться от претензий на Нижнюю Баварию.

### 1314
- Брестско-куявский князь Владислав Локетек овладевает всей Великой Польшей и присоединяет её к Малой Польше.
- 1314—1346 — Царь Грузии Георгий V Блистательный. Восстановил политическое единство Грузии, присоединив Имерети и подчинив Самцхэ.
- 18 марта — руководители Ордена Тамплиеров — Жак де Моле, Великий магистр, и Жоффруа де Шарне, приор Нормандии, — сожжены на Еврейском острове в Париже.
- 1314—1316 — Король Франции Людовик X Сварливый.
- 24 июня — в битве при Бэннокберне шотландский король Роберт Брюс разбил армию английского короля Эдуарда II, восстановив независимость своей страны.
- 1314—1347 — Император Священной Римской империи Людвиг (герцог Баварии Людвиг III) (ок. 1287—1347).

### 1315
- Великий голод в Европе (1315—1317).
- Высадка шотландских войск в Ирландии и коронация Эдуарда Брюса верховным королём Ирландии.
- Во Флоренции городские власти заочно приговаривают Данте Алигьери к смертной казни из-за того, что поэт отказался вернуться назад из изгнания, несмотря на все их попытки.
- 15 ноября — в битве при Моргартене швейцарское ополчение побеждает армию австрийских Габсбургов[1].
- 1315—1350 — Герцог Эд IV Бургундский.
- 1315—1341 — Великий князь Литовский Гедимин. В состав Литвы включены города Полоцк, Витебск и Минск.

### 1316
- 1316—1334 — Папа римский Иоанн XXII (ок. 1245—1334).
- Инквизиция поставила волшбу вне закона — колдуны приравнивались к еретикам, даже если они помогали бороться с голодом.
- Эдуард Брюс, брат короля Шотландии Роберта Брюса становится королём Ирландии.
- Все мосты в Париже были снесены ледоходом.
- 1316—1322 — Король Франции и Наварры Филипп V.
- Первая кампания принца Педро против Гранады. Окрестности Гуадикса. Мусульмане наносят поражение кастильцам. Яхъя ибн аль-Асафи вопреки воле Бану Маринов предоставляет помощь гранадскому флоту в сражении в проливе и побеждает христиан. Мусульмане пробуют захватить город, но кастильцы отбивают штурм; муслимы уходят, разграбив пригороды.
- Великим литовским князем становится Гедимин — основатель династии Гедиминовичей.
- Рубль впервые был упомянут в договорной грамоте Новгорода и тверского князя Михаила Ярославича.

### 1317
- Люблин получает Магдебургское право.
- 22 декабря — Согласно сообщениям Тверской летописи «В ту же зиму князь Юрий с Кавгадыем и … с татарами и со всем суздальским войском начал разорять тверские волости…и сделали много зла христианам». В ответ на эти действия Великий князь Михаил Тверской во главе войска тверичей и кашинцев, пошёл против Юрия Московского «и была сеча великая… Юрий же князь бежал в Новгород Великий». При этом в плен попала и жена Юрия Кончака из Орды.
- Мир короля Сицилии Федериго II с Неаполем.

### 1318
- 24 октября — Битва на Фогхартских холмах: разгром шотландско-ирландской армии англичанами и смерть короля Эдуарда Брюса
- Женитьба Робера Артуа на Жанне Валуа.
- Женитьба Ольгерда на Марии, дочери витебского князя.
- В Португальском королевстве основан военный Орден Христа.

### 1319
- Гранада. Войска регентов дона Педро и дона Хуана, соопекунов Альфонсо XI, объявив крестовый поход против мусульман, доходят до самых стен Гранады, сжигая и разрушая все на своём пути. Принц Педро внезапно атакует мусульманскую армию и побеждает при поддержке отряда Маринидов. Однако оба инфанта, Педро и Хуан, погибают в сражении. Кастилия остаётся без регентов, армия снимает осаду и уходит домой. Используя слабость власти в Кастилии, Исмаил I возвращает Басу, Уэскар, Орсе, Галеру и Мартос. При взятии Мартоса происходит стычка Исмаила с его двоюродным братом, Мухаммадом ибн Исмаилом, губернатором Альхесираса.
- 8 мая умер Хакон V Святой (конунг Норвегии)
- 1319—1343 — Король Норвегии и Швеции Магнус VII.

## Родились
- 2 марта 1316 — Роберт II, первый король Шотландии из династии Стюартов.
- 14 мая 1316 — Карл IV, король Чехии и император Священной Римской империи.
- 1316 — Магнус VII Эриксон, король Норвегии и Швеции.
- 1316 — Семён Гордый, великий князь московский с 1340 и владимирский с 1341.
- 1317 — Павел Обнорский — ученик Сергия Радонежского, основатель Павло-Обнорского монастыря, преподобный Русской церкви.

## Скончались
- 9 сентября 1312 — Оттон III, герцог Нижней Баварии (1290—1312), король Венгрии (под именем Бела V, 1305—1307).
- 1312 — Фердинанд IV — король Кастилии.
- 1312 — Тохта — хан Золотой Орды.
- 20 апреля 1314 — Климент V, папа римский с 5 июня 1305 г.
- 29 ноября 1314 — Филипп IV Красивый, король Франции с 1285 г.
- 5 июня 1316 — Людовик X Сварливый, король Франции.
- 1318 — Казнён Михаил Ярославич Тверской.